# 小池隆英
小池 隆英（こいけ たかひで、1960年〈昭和35年〉-）は、日本の美術家、抽象画家。

## 略歴
山形県米沢市生まれ。1988年、東京藝術大学 美術学部絵画科油画卒業。1990年、東京藝術大学大学院 美術研究科油画修了。

## 人物と作風
小池隆英は絵画における色彩の関係性をコンセプトにして、具象イメージに頼らない色彩による抽象絵画を制作している。
彼の作品は、薄く溶かれたアクリル絵具が何層にも重なり連なり、具体的なモチーフも記号も用いられず、色の存在によって画面が構築されている。しかし決して平面的ではなく、色彩と色彩、色彩と形態、色彩とテクスチュアの関係により、独自の空間表現が展開されている。ステインニングと呼ばれるアクリル絵の具を綿布に染み込ませる技法が多用される。
1980年代後半から1992年頃まで、膠の白色顔料による下地の塗りの上にアクリル絵の具をほどこしており、最初期の作品には油絵具の併用もみられる。1992年の初個展のあと、膠による下地の塗りをやめている。これを排したことで、アクリル絵具の浸透性と流動性を生かした制作へと移行していった。
彼がステイニングを取り入れたきっかけはモーリス・ルイスを知ったことであるため、カラーフィールドペインティングと関連付けられることもある。しかしその影響はあくまで技法にとどまり、彼の作品はむしろ日本的な美意識に立脚している。小池の絵画は水で薄く溶いた絵具がキャンバスに染み込み、それらがある部分では調和し、ある部分ではせめぎ合うことで、自然の繊細さや揺らぎを想起させる。これらは日本の伝統的な価値観で良しとされる感覚である。

## 個展
- 1992年、「小池隆英」6月22日-7月11日　ヒノギャラリー(東京)
- 1993年、「小池隆英」9月6日-25日　ヒノギャラリー(東京)
- 1995年、「TAKAHIDE KOIKE 　新作展」2月3日-28日　アキライケダギャラリー・東京
- 1996年、「小池隆英　新作展」3月9日-4月27日　アキライケダギャラリー・田浦(神奈川)
- 1997年、「New Paintings」11月7日-12月26日　アキライケダギャラリー・名古屋(愛知)
- 1999年、「New Works and Recent Works／小池隆英　新作・近作展」7月10日-8月28日　アキライケダギャラリー・田浦(神奈川)
- 1999年、「小池隆英展」9月25日-10月16日　ギャラリーαM(東京)
- 2002年、「New Paintings」3月15日-4月13日　アキライケダギャラリー・ベルリン(ドイツ)
- 2003年、「New Paintings」10月4日-31日　アキライケダギャラリー・田浦(神奈川)
- 2006年、「LANDSCAPE IS NOW」6月9日-8月23日　アキライケダギャラリー・ベルリン(ドイツ)
- 2006年、「New Works」9月9日-10月28日　アキライケダギャラリー・田浦(神奈川)
- 2008年、「LANDSCAPE IS NOW」(New Works)　5月17日-6月21日 アキライケダギャラリー・田浦(神奈川)
- 2011年、「New Works」1月8日-2月26日　アキライケダギャラリー・東京
- 2013年、「New Works」6月1日-8月31日　アキライケダギャラリー・ベルリン(ドイツ)
- 2013年、「TAKAHIDE KOIKE」8月3日 - 9月21日　アキライケダギャラリー・東京
- 2013-2014年、「小池隆英　絵画であること」 12月7日 - 2014年1月26日　山形美術館(山形)
- 2014年、「TAKAHIDE KOIKE Drawings」アキライケダギャラリー・ニューヨーク　(アメリカ)
- 2015年、「TAKAHIDE KOIKE」アキライケダギャラリー・東京
- 2015年、「TAKAHIDE KOIKE」新作展　上野の森美術館ギャラリー（東京）
- 2016-2017年、小池隆英　新作展　イケダギャラリー・ニューヨーク　(アメリカ)
- 2018年、小池隆英　新作展　イケダギャラリー・東京
- 2018年、小池隆英“ Beyond Color I  1987 - 1992” 　June 8 - Sep. 7 イケダギャラリー・東京
- 2018年、小池隆英“ Beyond Color II  1999 - 2015”　Sep. 13 - Dec. 22 イケダギャラリー・東京
- 2019年、小池隆英　“Watercolors” 水彩画展　10月10日－12月28日 イケダギャラリー・東京
- 2020年、小池隆英　“Small works” ペインティング・水彩画展　ギャラリー クトー（東京）
- 2021年、小池隆英 近作展 "Berlin / New York"　 5月13日－7月17日 イケダギャラリー・東京
- 2021年、小池隆英 新作展 " New Works"　9月10日－11月27日 イケダギャラリー・東京

## グループ展
- 1990年、「プレゼンテーション」 9月18日-24日　東京藝術大学(東京)
- 1990年、「視覚と具現展」9月18日-24日　目黒区美術館(東京)
- 1991年、「ドローイング４人展」11月5日-16日　ヒノギャラリー(東京)
- 1993年、「いま絵画は─OSAKA’93」展  6月28日-7月10日　大阪府立現代美術センター(大阪)
- 1994年、「現代美術の展望VOCA展94─新しい平面の作家たち」3月15日-26日　上野の森美術館(東京)
- 1994年、「名古屋コンテンポラリーアートフェア」4月19日-24日　名古屋市民ギャラリー(愛知)
- 1994年、「小池隆英・東島毅」展  6月2日-7月30日　アキライケダギャラリー・田浦(神奈川)
- 1995年、「アートガーデン#2」5月2日-9日; 5月14日-25日　スパイラルガーデン(東京)
- 1995年、「京橋界隈95〈3K展〉」7月9日-30日　ヒノギャラリー(東京)
- 1995年、「未来のノスタルジー　山形・同時代作家展」7月22日-8月20日　山形美術館(山形)
- 1995年、「視ることのアレゴリー　1995：絵画・彫刻の現在」6月23日-7月10日; 7月15日-8月2日; 8月7日-27日　セゾン美術館(東京)*3期に出品
- 1995年、「名古屋コンテンポラリーアートフェア」4月18日-23日　名古屋市民ギャラリー(愛知)
- 1995年、「SUMMER SHOW」8月15日-30日　アキライケダギャラリー・名古屋(愛知)
- 1996年、「名古屋コンテンポラリーアートフェア」4月23日-28日　名古屋市民ギャラリー(愛知)
- 1997年、「現代美術の展望VOCA展97─新しい平面の作家たち」 3月15日-3月30日　上野の森美術館 (東京)*VOCA賞
- 1997年、「名古屋コンテンポラリーアートフェア」4月15日-20日　名古屋市民ギャラリー(愛知)
- 1999年、 「名古屋コンテンポラリーアートフェア」 4月13日-18日　名古屋市民ギャラリー(愛知)
- 1999年、 「京橋界隈99〈4人展〉」7月1日-17日　ヒノギャラリー(東京)
- 2000年、「名古屋コンテンポラリーアートフェア」 4月11日-16日　名古屋市民ギャラリー(愛知)
- 2001年、「名古屋コンテンポラリーアートフェア」 4月10日-15日　名古屋市民ギャラリー(愛知)
- 2002年、「現代日本の水彩表現」12月10日-2003年1月26日　渋谷区立松濤美術館(東京)
- 2004年、「韓国国際アートフェア(KIAF)2004─〈日本現代美術特別展〉」6月22日-27日　COEX(ソウル、韓国)
- 2004年、「VOCA1994-2003　10年の受賞作品展」9月9日-11月28日　大原美術館(岡山)
- 2006年、「VOCAに映し出された現在　いまいるところ／いまあるわたし」7月9日-9月18日　宇都宮美術館(栃木)
- 2009年、「しんりょく」(平成20年度新収蔵品展)　4月11日-6月21日　豊田市美術館(愛知)
- 2009年、「静寂と色彩：月光のアンフラマンス」10月10日-2010年1月11日　川村記念美術館(千葉)
- 2011年、「新収蔵品展」2月15日-4月17日　愛知県美術館(愛知)
- 2011年、「収蔵品展」11月11日-2012年1月22日　愛知県美術館(愛知)
- 2013年、「収蔵品展」4月26日-6月23日　愛知県美術館(愛知)
- 2016年、米沢市民ギャラリー「開館記念展」
- 2019年、「星とめぐる美術」島根県立石見美術館（豊田市美術館所蔵 小池隆英ペインティングから）
- 2021年、「Pictorially yours,」 11月1日−13⽇,　キュレーション:大島徹也,　表参道画廊（東京）
- 2023年、「Takahide Koike / Kana Sakai」　6月24日‐8月26日 IKEDA GALLERY Tokyo

## 賞歴
- 1997年、VOCA賞（上野の森美術館）
- 2013年、米沢市芸術文化協会 協会賞

## パブリック　コレクション
- 大原美術館 (岡山)
- 山形美術館 (山形)
- 豊田市美術館 (愛知)
- 愛知県美術館 (愛知)
- 天童市役所総合福祉センター (山形)